# Nagysinkszék

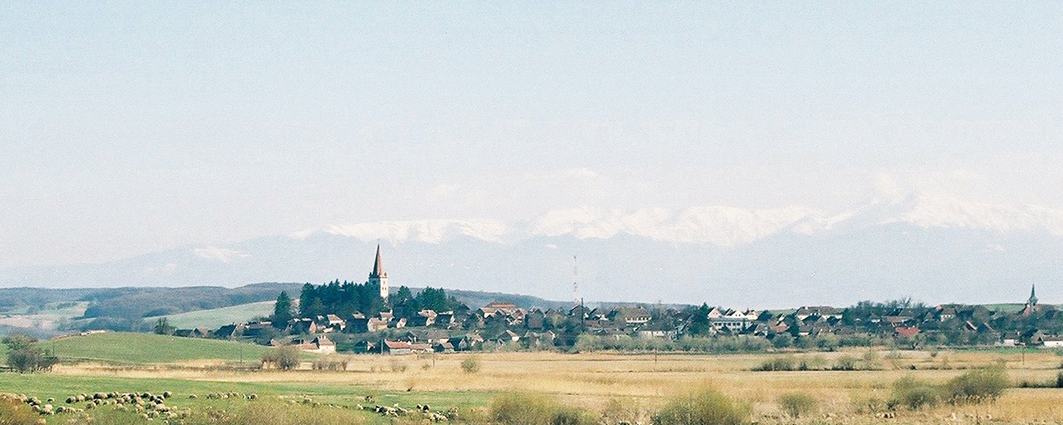
Nagysink, Nagysinkszék egykori központja

Nagysinkszék, másként Sinkszék vagy Nagy-Sinkszék (németül Stuhl Gross-Schenk)  az erdélyi szászok földjének egyik széke volt.

## Fekvése
Nyugatról Fehér vármegye, délről Fogarasföld, keletről Kőhalomszék, északról Segesvárszék határolta. A Királyföldön telepített szász falvak alkották, az utóbb a szászok által Altland-nak nevezett részen. Az innen kirajzott telepesek szervezték meg később a szomszédos székeket is, melyek együtt alkották Hétszéket. 1413-ban Fogarast is Nagysinkszékhez sorolták, ekkor mindkettő külön pecsétet is használt. 1469-ben Hunyadi Mátyás király a fogarasi kerületet Fehér vármegyéhez csatolta, ekkor alakulhatott ki törzsterülete.

## Története
Nagysinkszék a Hortobágy folyó középső folyásának vízgyűjtő területén és az Olt között a 13. században az Erdélyi Királyságban, Erdély déli részén kialakult szász szék volt, Nagysink (Großschenk) székhellyel. Területe 638,82 km², lakóinak száma az 1870-es adatokat figyelembe véve 23 970 volt. Neve oklevélben 1329-ben jelenik meg először (sede Shenck), mikor a szék egy prépostfalvi malomvásárt tanúsít. 1448-ból származik a legrégebbi fennmaradt székpecsét.
A 14–15. századokat a falvak közötti nézeteltérések jellemezték: egyrészt Szentágota és Nagysink nem tudott megegyezni, hogy melyikükben legyen a székbíróság székhelye; másrészt versengés volt a morgondai von Mergeln és az eceli Thobiassy család között a király kegyeiért és ezáltal a széki királybírói tisztért. 1487-ben királyi rendelettel visszaállították a bíró szabad választásának jogát (bár von Mergeln leszármazottai a királyon és a vajdán keresztül a 16. században is megszerezték a királybírói tisztséget), 1494-ben pedig elrendelték, hogy Nagysink legyen a bíró és a székbíróság székhelye.
1528-ban I. Ferdinánd meggyilkoltatta von Mergeln királybírót és Thobiassy gerébet, helyébe Gaspar Rothot nevezte ki bírónak. A nagysinkszékiek elpártoltak Ferdinándtól, hűséget fogadva Szapolyai Jánosnak. 1544-ben, a reformáció alkalmával a szék evangélikus hitre tért.
1600-ban Vitéz Mihály csapatai feldúlták Nagysinkszéket, 1658-ban törökök romboltak, 1660-ban pestisjárvány dúlt.
A 18. században II. József Szeben megyéhez csatolta, de 1790-ben visszakapta önállóságát. 1850-ben a Nagyszebeni katonai kerület nagysinki körzete, 1857-ben a Szebeni kerület nagysinki járása. 1860-1876 között ismét önálló volt, majd 1876-ban a XXXIII. törvénycikk beosztotta Nagy-Küküllő vármegyébe.
1870-ben 23.970 lakosa volt, melyből 12.621 (52,7%) evangélikus, 9.790 (40,8%) ortodox, 1.230 (5,1%) görög katolikus és 329 egyéb (főleg római katolikus) vallású volt; 53% német, 46% román és 1% magyar nemzetiségű.

## Települései
- Nagysink

Nagysinkszék központja:

Nagysinkszék címere

- 1786-ban mezőváros, 2236 lakossal 453 házban. 
- 1850-ben 635 házból álló 2638 lakosú mezőváros. Lakosaiból 1475 szász, 808 román, 331 cigány, 8 örmény, 6 német, 1 magyar, 9 egyéb volt. Ebből 1453 evangélikus, 935 görögkeleti ortodox, 204 görögkatolikus, 46 római katolikus volt. 
- 1873-ban 2882 német és román lakosa volt.
- Báránykút

- 1786-ban 998 lakosa volt 193 házban. 
- 1850-ben 1102 fő élt itt 270 házban, ebből 701 szász, 292 román, 106 cigány, 3 magyar volt, melyből 700 evangélikus, 391 görögkatolikus, 7 görög keleti ortodox, 4 római katolikus volt. 
- 1870-ben járási székhely is, ekkor 1136 német és román lakosa volt 272 házban.
- Boholc

- 1786-ban 1104 lakosa és 237 háza volt. 
- 1850-ben 976 lakosa volt 263 házban, ebből 952 román, 24 cigány; melyből 936 görögkeleti ortodox, 40 görögkatolikus volt. 
- 1873-ban 1011 román lakosa volt 266 házban.
- Boldogváros

- 1786-ban 672 lakosa volt 139 házban 
- 1850-ben 748 lakos 181 házban, ebből 443 szász, 222 román, 76 cigány, 6 német, 1 magyar volt. Ebből 447 evangélikus, 298 görögkeleti ortodox, 3 római katolikus. 
- 1873-ban 710 német és román lakosa volt 200 házban.
- Brulya

- 1786-ban 835 lakosa volt, 158 házban. 
- 1850-ben 1020 lakosa volt, 244 házban. Ebből 616 szász, 284 román, 111 cigány, 7 német, 2 egyéb; 622 evangélikus, 395 görögkeleti, 3 római katolikus. 
- 1873-ban 1032 német és román lakosa volt 240 házzal.
- Gerdály

- 1786-ban 79 házban 378 fő élt itt. 
- 1850-ben 444 főélt itt 105 házban. Ebből 315 szász, 87 román, 42 cigány; 315 evangélikus, 89 görögkeleti ortodox, 40 görögkatolikus. 
- 1873-ban 444 német és román lakosa volt 107 házban.
- Jakabfalva

- 1786-ban 784 lakosa volt 167 házban.  
- 1850-ben 963 lakosa volt, 229 házban. Ebből 632 szász, 172 cigány, 137 román, 7 örmény, 3 magyar, 12 egyéb; 629 evangélikus, 299 görögkeleti ortodox, 24 római katolikus, 10 görögkatolikus, 1 református volt. 
- 1873-ban 990 német és román lakosa volt 212 házban.
- Kálbor

- 1786-ban 924 lakosa volt és 191 ház állt a településen. 
- 1850-ben 251 házban 1080 lakosa volt, melyből 1045 román, 35 cigány; 1043 görögkeleti ortodox, 37 görögkatolikus volt. 
- 1873-ban 253 házban 993 román lakosa volt.
- Kisprázsmár

- 1786-ban 604 lakosa volt 127 házban. 
- 1850-ben 1086 fő élt itt 258 házban, ebből 509 szász, 422 román, 153 cigány, 2 német volt, melyből 511 evangélikus, 449 görögkatolikus, 126 görögkeleti ortodox volt.
- Az 1873-as adatok szerint 1062 fő  román és német lakosa volt 242 házban.
- Kissink

- 1786-ban 756 fő élt itt 150 házban. 
- 1850-ben 782 lakosa volt 207 házban, melyből 576 szász, 143 román, 56 cigány, 7 zsidó volt. Ebből 576 evangélikus, 198 görögkeleti ortodox, 7 izraelita, 1 görögkatolikus volt. 
- Az 1873-as népszámláláskor 811 német és román lakosa volt 211 házban.
- Lesses

- 1786-ban 184 házban 932 fő élt itt.
- 1850-ben 317 házban 1229 lakos élt itt, melyből 636 szász, 412 román, 180 cigány, 1 német volt. Ebből 636 evangélikus, 592 görögkeleti ortodox, 1 római katolikus volt. 
- 1873-ban 296 házban 1174 román és német lakosa volt.
- Mártonhegy

- 1786-ban 204 házban 1038 lakosa volt. 
- 1850-ben 288 házban 1282 fő élt itt, ebből 848 szász, 322 román, 110 cigány, 1 magyar, 1 egyéb volt. Ebből 849 evangélikus, 432 görögkeleti ortodox, 1 római katolikus volt. 
- 1873-ban 302 házban 1289 német és román lakosa volt.
- Morgonda

- 1786-ban 824 lakosa volt 166 házban. 
- 1850-ben 1106 lakosa volt 284 házban, ebből 666 szász, 329 román, 110 cigány, 1 egyéb; 666 evangélikus, 439 görögkeleti ortodox, 1 római katolikus volt. 
- 1873-ban 1131 német és román lakosa volt 268 házban.
- Nádpatak

- 1786-ban 122 házban 587 fő élt. 
- 1850-ben 152 házban 580 fő lakta, ebből 339 szász, 183 román, 58 cigány volt. Ebből 339 evangélikus, 241 görögkeleti volt. 
- 1873-ban 164 házban 586 fő német és román lakosa volt.
- Prépostfalva

- 1786-ban 112 házból álló 541 lakosú település. 
- 1850-ben 193 házban 801 fő élt itt, ebből 335 szász, 293 román, 165 cigány, 4 német, 4 egyéb volt, melyből 458 görögkeleti ortodox, 336 evangélikus, 7 római katolikus volt. 
- 1873-ban 203 házban 825 román és német lakosa volt.
- Rozsonda

- 1786-ban 640 lakosa volt 118 házban.
- 1850-ben 921 lakos élt itt 209 házban, ebből 494 szász, 289 román, 114 cigány, 22 német, 1 magyar, 1 egyéb volt. Ebből 516 evangélikus, 403 görögkeleti ortodox, 2 római katolikus volt. 
- 1873-ban 968 német és román lakosa volt 209 házban.
- Nagysáros

- 1786-ban 856 lakosa volt 154 házban. 
- 1850-ben 1112 lakosa volt 283 házban. Ebből 713 szász, 225 román, 170 cigány, 1 magyar, 3 egyéb volt. Ebből 713 evangélikus, 395 görögkeleti ortodox, 3 római katolikus, 1 református volt. 
- 1873-ban 1089 német és román lakosa volt 270 házban.
- Százhalom

- 1786-ban 621 fő élt itt 115 házban. 
- 1850-ben 810 fő, 192 házban élt itt, melyből 500 szász, 238 román, 71 cigány, 1 német volt. Ebből 500 evangélikus, 309 görögkatolikus, 1 római katolikus.
- 1873-ban 851 német és román élt itt 195 házban.
- Szentágota

- 1786-ban mezőváros, 1717 lakossal, 358 házban. 
- 1850-ben (mezőváros) 2575 lakossal 600 házban, ebből 1808 szász, 347 román, 345 cigány, 49 német, 16 magyar, 3 örmény, 7 egyéb volt, melyből 1850 evangélikus, 690 görögkeleti, 22 római katolikus, 13 református volt.
- 1873-ban 2979 német és román lakosa volt 544 házban.
- Újváros

- 1786-ban 122 házban 598 fő, 
- 1850-ben 754 fő élt itt 171 házban, melyből 579 szász, 116 román, 54 cigány, 5 zsidó volt. Ebből 579 evangélikus, 170 görögkeleti ortodox, 5 izraelita volt. 
- 1873-ban 721 német és román lakosa volt 167 házban.
- Vérd

- 1786-ban  502 fő élt itt 89 házban. 
- 1850-ben 727 lakosa volt 169 házban. Ebből 367 román, 287 szász, 72 cigány, 1 egyéb volt, melyből 439 görögkeleti ortodox, 287 evangélikus, 1 római katolikus volt. 
- 1873-ban 725 román és német lakosa volt 165 házban.
- Vessződ

- Az 1786-os adatok szerint 488 lakosa volt, 102 házban. 
- 1850-ben 576 fő 141 házban, ebből 347 szász, 165 román, 62 cigány, 1 magyar, 1 egyéb, melyből 348 evangélikus, 227 görögkeleti ortodox, 1 görögkatolikus volt. 
- 1873-ban 561 fő német és román lakosa volt 143 házban.